# Torreperogil
Torreperogil es una localidad y municipio español de la provincia de Jaén, en la comunidad autónoma de Andalucía. El término municipal, ubicado en la parte oriental de la comarca de La Loma, tiene una población de 7113 habitantes (INE 2024).

## Historia
El nombre de "Torreperogil" tiene su origen en el señor de la torre en torno a la que se construyó el pueblo: Pero Xil de Zatico. Este señor fue uno de los ejemplos del poder de los caballeros castellanos asentados en los pueblos de la Loma de Úbeda. Don Pero Xil se distinguió en la conquista de Úbeda a las órdenes de Fernando III en el año 1231.
Bajo la jurisdicción de los Gil permaneció hasta 1369 en que su IV Señor, aliado y amigo personal de Pedro I de Castilla, fue degollado junto a este en Montiel el 23 de marzo. Tras su muerte, Enrique II concedió Torreperogil a Úbeda en señorío, como premio por el apoyo que le prestaron sus caballeros.
Durante la Edad Media, Torreperogil fue escenario de importantes batallas, sacudidas y de luchas entre banderías, contando la leyenda que la torre fue destruida y el solar sembrado de sal.
Torreperogil logró su independencia de Úbeda en 1635, año que le fue otorgada por Felipe IV, aunque hasta 1642 no fue firmemente reconocida ya que Úbeda se resistía a aceptar esta declaración de villazgo, los intereses de los terratenientes ubetenses en dicha villa fueron las principales causas a la oposición de independencia.
Durante los siglos XVI y XVII se consolidó su casco urbano y su población. En el siglo XIX experimentó un ensanche a raíz de la creación de un nuevo espacio: el paseo del Prado. Durante esta centuria la villa se había distinguido por su lucha contra los franceses en 1808, su cooperación en las guerras carlistas con el mantenimiento de la milicia nacional, y por haber sido el primer pueblo en proclamar rey a don Alfonso XII, por lo que este monarca le otorgó el título de Muy Ilustre Villa a Torreperogil.
Durante la Primera Guerra Carlista, el 24 de septiembre de 1836 se presentó aquí la expedición de Gómez, la cual llegó en plena reunión del cabildo que ignoraba lo cercana al lugar que se hallaba esa tropa. El cabildo accedió a la petición de víveres que le hizo el jefe carlista y tan pronto como se marcharon los invasores, continuó con su reunión, haciendo constar en el acta que la reunión había sido interrumpida por la "invasión de ordas (sic) facciosas capitaneadas por el cabecilla Miguel Gómez y 3000 hombres fieles al pretendiente.".
Desde el 15 de octubre de 2012 hasta la actualidad se siguen sintiendo terremotos dentro del denominado Enjambre Sísmico Torreperogil-Sabiote, motivo por el que la localidad salto a los medios de comunicación por numerosos temblores que sacudieron la zona.

## Geografía

### Situación
Integrado en la comarca de La Loma, se encuentra situado a 65 km de la capital provincial, a 149 km de Granada y a 192 km de Albacete. El término municipal está atravesado por la autovía A-32, que conectará en el futuro las ciudades de Linares y Albacete.
| Noroeste: Sabiote | Norte: Sabiote       | Nordeste: Sabiote   |
| Oeste: Úbeda      |                      | Este: Villacarrillo |
| Suroeste: Úbeda   | Sur: Peal de Becerro | Sureste: Cazorla    |

Al sur del término discurre el río Guadalquivir, que abastece al embalse del Puente de la Cerrada.

## Demografía
Cuenta con una población de 7113 habitantes (INE 2024).
| Gráfica de evolución demográfica de Torreperogil entre 1842 y 2021                                                    |
| |
| Población de derecho según los censos de población del INE. Población de hecho según los censos de población del INE. |

## Economía
Destaca el cultivo del olivar como aprovechamiento mayoritario de sus tierras, resaltando que en Torreperogil la proporción entre cultivo de secano y cultivo de regadío es prácticamente muy similar, por lo que cuenta con producciones finales importantes. El cultivo de garbanzos y hortalizas adquiere importancia en los campos hortofrutícolas del Valle del Guadalquivir donde se realizan grandes siembras en las vegas al sur del municipio. Existe también una pequeña superficie de terreno dedicada al cultivo de la vid, que proporciona un vino de calidad estimada a nivel provincial, resultando ser uno de los pocos municipios de Jaén con producción vinícola. Existe una Indicación Geográfica Protegida "Vinos de la tierra de Torreperogil" que abarca Torreperogil y otros municipios cercanos.
Respecto a la actividad industrial, cabe señalar como sector predominante la construcción, que opera tanto en el interior del propio municipio como en el resto de la comarca, ocupando el tercer lugar en número de empresas y factorías después de Úbeda y de Baeza.

## Organización político-administrativa

### Elecciones municipales
| Elecciones municipales desde 1979                              |      |      |      |      |      |      |      |      |      |      |      |      |
|                                                                | 1979 | 1983 | 1987 | 1991 | 1995 | 1999 | 2003 | 2007 | 2011 | 2015 | 2019 | 2023 |
| PSOE                                                           | 7    | 7    | 7    | 7    | 5    | 6    | 5    | 6    | 8    | 7    | 8    | 7    |
| AP/PP                                                          | -    | 3    | 2    | 2    | 2    | 2    | 2    | 1    | 2    | 2    | 2    | 3    |
| PCE/IU                                                         | 3    | 3    | 4    | 3    | 4    | 5    | 6    | 6    | 1    | 0    | 2    | 3    |
| AET                                                            | -    | -    | -    | -    | -    | -    | -    | -    | 2    | 1    | 1    | 0    |
| VOX                                                            | -    | -    | -    | -    | -    | -    | -    | -    | -    | -    | -    | 0    |
| JM+                                                            | -    | -    | -    | -    | -    | -    | -    | -    | -    | -    | -    | 0    |
| OS                                                             | -    | -    | -    | 1    | 2    | -    | -    | -    | -    | -    | -    | -    |
| ET                                                             | -    | -    | -    | -    | -    | -    | -    | -    | -    | 3    | *    | -    |
| UCD                                                            | 3    | -    | -    | -    | -    | -    | -    | -    | -    | -    | -    | -    |
| Verdes                                                         | -    | -    | -    | 0    | -    | -    | -    | -    | -    | -    | -    | -    |
| En negrilla el partido más votado *Fue en coalición con A.E.T. |      |      |      |      |      |      |      |      |      |      |      |      |
| Fuente:                                                        |      |      |      |      |      |      |      |      |      |      |      |      |

### Alcaldía
| Periodo   | Nombre                                                      | Partido |
| --------- | ----------------------------------------------------------- | ------- |
| 1979-1983 | Pedro Raigal Guerrero                                       |         |
| 1983-1987 | Pedro Raigal Guerrero                                       |         |
| 1987-1991 | José Villar Crespo                                          |         |
| 1991-1995 | José Villar Crespo                                          |         |
| 1995-1999 | José Villar Crespo 1997: Francisco Villar Molina            |         |
| 1999-2003 | Francisco Villar Molina                                     |         |
| 2003-2007 | Francisco Checa Talavera                                    |         |
| 2007-2011 | Francisco Checa Talavera 2008: María Dolores Solas Guerrero |         |
| 2011-2015 | José Caballero Conchillo                                    |         |
| 2015-2019 | José Ruiz Villar                                            |         |
| 2019-2023 | José Ruiz Villar                                            |         |
| 2023-act. | José Ruiz Villar                                            |         |

### Evolución de la deuda viva municipal
El concepto de deuda viva contempla sólo las deudas con cajas y bancos relativas a créditos financieros, valores de renta fija y préstamos o créditos transferidos a terceros, excluyéndose, por tanto, la deuda comercial.
| Gráfica de evolución de la deuda viva del Ayuntamiento de Torreperogil entre 2008 y 2023                |
| |
| Deuda viva del Ayuntamiento de Torreperogil, en miles de euros, según datos del Ministerio de Hacienda. |

## Cultura

### Monumentos

#### Torres oscuras
Estas torres son el elemento más representativo del conjunto urbano de Torreperogil. Formaban parte del antiguo castillo que aquí tuvo don Pero Xil, en el siglo XIII y que dio origen a la villa. Una es un torreón cuadrado y la otra, conocida como torre ochavada, tiene planta poligonal, está construida en tosco sillarejo y coronada con potentes zapatas para el soporte de los matacanes.
Estas torres tienen incoado expediente de declaración de monumento histórico.

#### Iglesia de Santa María la Mayor
La iglesia de Santa María la Mayor es de origen gótico y fue reformada en el siglo XVI, estando considerada como una de las primeras obras clasicistas realizadas en España. Está dividida en tres naves y tiene dos imponentes portadas.
En el interior destaca el retablo conocido como el Altar de Piedra, que representa el descendimiento de Cristo en la Cruz. La bóveda gótica de la Capilla Mayor aparece decorada con pinturas renacentistas de los Siete Pecados Capitales.

#### Ermita de la Virgen de la Misericordia
Fue construida entre 1593 y 1634. En el interior presenta una nave de planta rectangular, restaurada en la década de 1960, cubierta con bóveda de medio cañón con lunetos y articulada con cinco capillas hornacinas a cada lado. El presbítero se cubre con media naranja sobre pechinas y comunica con el camarín mediante arco de medio punto sobre ménsulas dobles. La fachada principal se construyó entre 1960 y 1965; con arco de medio punto enmarcado por otro que se apoya sobre pilastras dentro de un alfiz rematado con un gran frontón triangular.
La portada renacentista del siglo XVI, en el lado sur, que abre con arco de medio punto de amplias dovelas sobre imposturas, flanqueadas por pilastras decoradas con espejos que exhibe en las enjutas, escudos nobiliarios sobre cartelas apergaminadas de los Narváez-Mexía. En el camarín de decoración mixtilínea, con sensuales guirnaldas de frutos y motivos exóticos, destaca un relieve de la Inmaculada Concepción con amplios ropajes sostenidos por angelillos.
La imagen de la Señora de la Misericordia, patrona de Torreperogil, es de autor anónimo y fue esculpida en Córdoba en 1939, si bien el rostro actual se debe al granadino Manuel Mesa, quien la restauró en 1960.

### Patrimonio natural
La Cañada Real El Paso se sitúa sobre una vía de paso milenaria, cañada Real de la Mesta. Se ha constinuido un área recreativa con aparcamientos, zonas de sombra, instalaciones para el disfrute de los niños, barbacoas donde preparar comidas, mesas, etc. También dispone de un establecimiento que sirve comidas y bebidas.
También destaca el embalse del Puente de la Cerrada, regulador de cuenca, perteneciente al río Guadalquivir, donde se puede disfrutar del paisaje típico de un humedal (especialmente carrizos) así como de la abundante avifauna que conforma el ecosistema: avetoro, garceta grande, calamón, pato ral, pato cuchara, focha común, etc. Allí mismo existen varios establecimientos que sirven bebidas y comidas al visitante.